# Olympische Geschichte El Salvadors
| Gelbes Symbol für Goldmedaillen mit stilisierten Olympischen Ringen | Graues Symbol für Silbermedaillen mit stilisierten Olympischen Ringen | Braundes Symbol für Bronzemedaillen mit stilisierten Olympischen Ringen |
| ------------------------------------------------------------------- | --------------------------------------------------------------------- | ----------------------------------------------------------------------- |
| —                                                                   | —                                                                     | —                                                                       |

El Salvador, dessen NOK, das Comité Olímpico de El Salvador, 1949 gegründet wurde, nimmt seit 1968 an Olympischen Sommerspielen teil. Außer zu den Spielen 1976 und 1980 nahmen Sportler des mittelamerikanischen Staates an allen folgenden Sommerspielen teil. An Winterspielen nahm El Salvador bislang nicht teil. Zu beiden bislang ausgetragenen Jugend-Sommerspielen wurden jugendliche Athleten geschickt.

## Allgemeine Übersicht

### Sommerspiele

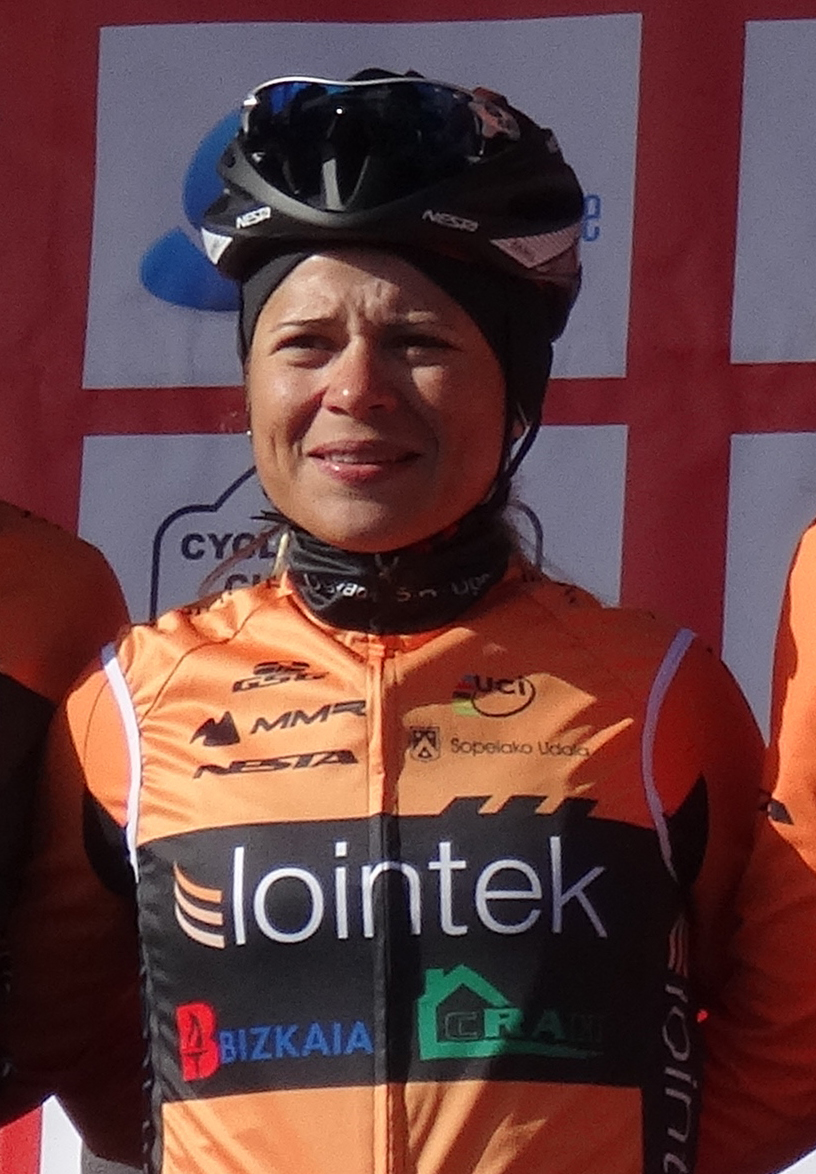
Die Radrennfahrerin Evelyn García

Der Künstler Pedro de Matheu nahm 1932 an den Olympischen Kunstwettbewerben teil. Er reichte vier seiner Werke mit den Titeln Discobole, Athlete at Rest, Diver und Javelin Thrower ein, jedoch ist unklar an welcher der Kunstdisziplinen er teilnahm. Es ist nicht vermerkt, welcher Art seine Werke waren, ob Gemälde oder Statuen.
Die erste Olympiamannschaft El Salvadors bestand 1968 aus Leichtathleten, Radsportlern, Seglern, Schützen, Schwimmern, Gewichthebern und einer Fußballmannschaft. Der Gewichtheber Alex Martínez sowie die Leichtathleten Rafael Santos, Alfredo Cubías, Mauricio Jubis und Cecilia Sosa waren die ersten Olympioniken bzw. Olympionikinnen ihres Landes. Auch die Fußballauswahl hatte an diesem Tag ihr erstes Spiel. 
1976 wurde keine Mannschaft nach Montreal geschickt. 1980 schloss sich El Salvador dem Boykottaufruf der USA an und blieb den Spielen von Moskau fern. 1984 nahmen erstmals ein Ringer und zwei Judoka an den olympischen Turnieren teil, 1988 zwei Boxer.
Einen ersten Erfolg verzeichnete 1996 in Atlanta die Radrennfahrerin Maureen Kaila, die im Punktefahren Platz 5 erreichte. 2000 in Sydney trat erstmals ein Bogenschütze des Landes an, 2008 in Peking eine Ruderin und ein Tennisspieler. Die Sportschützin Luisa Maida erreichte in Peking mit der Sportpistole Rang 8.

### Jugendspiele
Mit vier Jugendlichen nahm El Salvador an den Jugend-Sommerspielen 2010 in Singapur teil. Die zwei Jungen und zwei Mädchen traten in vier Sportarten an: Fechten, Turnen, Rudern und Tischtennis.
2014 in Nanjing nahmen sogar acht Jugendliche teil. Der Schwimmer Marcelo Acosta gewann über 400 Meter Freistil die Silbermedaille. Über 800 Meter wurde er Fünfter. Die Springreiterin Sabrina Meza gewann mit dem Gemischten Team aus Nordamerika die Bronzemedaille. Diese Medaille wird der Medaillenbilanz der Gemischten Teams gutgeschrieben, sie taucht nicht im Medaillenspiegel El Salvadors auf. In der Einzelwertung erreichte Meza Platz 4.

## Übersicht der Teilnahmen

### Sommerspiele
| Jahr      | Athleten           | Athleten           | Athleten           | Flaggenträger                     | Sportarten         | Sportarten         | Sportarten         | Sportarten         | Sportarten         | Sportarten         | Sportarten         | Sportarten         | Sportarten         | Sportarten         | Sportarten         | Sportarten         | Sportarten         | Medaillen          | Medaillen          | Medaillen          | Medaillen          | Medaillen          |                    |
| Jahr      | Gesamt             | m                  | w                  | Flaggenträger                     | Leichtathletik     | Radsport           | Segeln             | Schießen           | Schwimmen          | Gewichtheben       | Fußball            | Judo               | Ringen             | Boxen              | Bogenschießen      | Rudern             | Tennis             |                    |                    |                    | Gesamt             | Rang               |                    |
| --------- | ------------------ | ------------------ | ------------------ | --------------------------------- | ------------------ | ------------------ | ------------------ | ------------------ | ------------------ | ------------------ | ------------------ | ------------------ | ------------------ | ------------------ | ------------------ | ------------------ | ------------------ | ------------------ | ------------------ | ------------------ | ------------------ | ------------------ | ------------------ |
| 1896–1964 | nicht teilgenommen | nicht teilgenommen | nicht teilgenommen | nicht teilgenommen                | nicht teilgenommen | nicht teilgenommen | nicht teilgenommen | nicht teilgenommen | nicht teilgenommen | nicht teilgenommen | nicht teilgenommen | nicht teilgenommen | nicht teilgenommen | nicht teilgenommen | nicht teilgenommen | nicht teilgenommen | nicht teilgenommen | nicht teilgenommen | nicht teilgenommen | nicht teilgenommen | nicht teilgenommen | nicht teilgenommen | nicht teilgenommen |
| 1968      | 60                 | 52                 | 8                  | Salvador Vilanova                 | 10                 | 5                  | 3                  | 8                  | 14                 | 2                  | 18                 |                    |                    |                    |                    |                    |                    |                    |                    |                    |                    |                    |                    |
| 1972      | 11                 | 11                 | 0                  | Salvador Vilanova                 |                    | 1                  |                    | 4                  | 7                  |                    |                    |                    |                    |                    |                    |                    |                    |                    |                    |                    |                    |                    |                    |
| 1976–1980 | nicht teilgenommen | nicht teilgenommen | nicht teilgenommen | nicht teilgenommen                | nicht teilgenommen | nicht teilgenommen | nicht teilgenommen | nicht teilgenommen | nicht teilgenommen | nicht teilgenommen | nicht teilgenommen | nicht teilgenommen | nicht teilgenommen | nicht teilgenommen | nicht teilgenommen | nicht teilgenommen | nicht teilgenommen | nicht teilgenommen | nicht teilgenommen | nicht teilgenommen | nicht teilgenommen | nicht teilgenommen | nicht teilgenommen |
| 1984      | 10                 | 9                  | 1                  | Kriscia García                    | 4                  |                    |                    | 1                  | 2                  |                    |                    | 2                  | 1                  |                    |                    |                    |                    |                    |                    |                    |                    |                    |                    |
| 1988      | 6                  | 5                  | 1                  | Gustavo Manzur                    | 2                  |                    |                    |                    |                    |                    |                    | 1                  | 1                  | 2                  |                    |                    |                    |                    |                    |                    |                    |                    |                    |
| 1992      | 4                  | 3                  | 1                  | María José Marenco                | 2                  |                    |                    |                    | 1                  |                    |                    | 1                  |                    |                    |                    |                    |                    |                    |                    |                    |                    |                    |                    |
| 1996      | 8                  | 6                  | 2                  | Juan Vargas                       | 2                  | 1                  |                    |                    | 2                  | 1                  |                    | 2                  |                    |                    |                    |                    |                    |                    |                    |                    |                    |                    |                    |
| 2000      | 8                  | 4                  | 4                  | Eva Dimas                         | 2                  | 1                  |                    | 1                  | 1                  | 1                  |                    | 1                  |                    |                    | 1                  |                    |                    |                    |                    |                    |                    |                    |                    |
| 2004      | 7                  | 2                  | 5                  | Evelyn García                     | 2                  | 1                  |                    | 1                  | 1                  | 1                  |                    |                    |                    |                    | 1                  |                    |                    |                    |                    |                    |                    |                    |                    |
| 2008      | 11                 | 4                  | 7                  | Eva Dimas                         | 2                  | 2                  |                    | 1                  | 1                  | 1                  |                    | 1                  | 1                  |                    |                    | 1                  | 1                  |                    |                    |                    |                    |                    |                    |
| 2012      | 10                 | 5                  | 5                  | Evelyn García                     | 2                  | 1                  |                    | 1                  | 2                  | 1                  |                    | 1                  |                    |                    |                    | 2                  | 1                  |                    |                    |                    |                    |                    |                    |
| 2016      | 8                  | 5                  | 3                  | Lilián Castro                     | 2                  |                    | 1                  | 1                  | 2                  | 1                  |                    | 1                  |                    |                    |                    |                    |                    |                    |                    |                    |                    |                    |                    |
| 2020      | 5                  | 3                  | 2                  | Celina Márquez & Enrique Arathoon | 1                  |                    | 1                  |                    | 2                  |                    |                    |                    |                    | 1                  |                    |                    |                    |                    |                    |                    |                    |                    |                    |
| Gesamt    | Gesamt             | Gesamt             | Gesamt             | Gesamt                            | Gesamt             | Gesamt             | Gesamt             | Gesamt             | Gesamt             | Gesamt             | Gesamt             | Gesamt             | Gesamt             | Gesamt             | Gesamt             | Gesamt             | Gesamt             | 0                  | 0                  | 0                  | 0                  | -                  |                    |

### Winterspiele
| Jahr      | Athleten           | Athleten           | Athleten           | Flaggenträger      | Sportarten         | Medaillen          | Medaillen          | Medaillen          | Medaillen          | Medaillen          |
| Jahr      | Gesamt             | m                  | w                  | Flaggenträger      | Sportarten         |                    |                    |                    | Gesamt             | Rang               |
| --------- | ------------------ | ------------------ | ------------------ | ------------------ | ------------------ | ------------------ | ------------------ | ------------------ | ------------------ | ------------------ |
| 1924–2018 | nicht teilgenommen | nicht teilgenommen | nicht teilgenommen | nicht teilgenommen | nicht teilgenommen | nicht teilgenommen | nicht teilgenommen | nicht teilgenommen | nicht teilgenommen | nicht teilgenommen |
| Gesamt    | Gesamt             | Gesamt             | Gesamt             | Gesamt             | Gesamt             | 0                  | 0                  | 0                  | 0                  | -                  |

### Jugend-Sommerspiele
| Jahr   | Athleten | Athleten | Athleten | Flaggenträger  | Sportarten | Sportarten | Sportarten  | Sportarten | Sportarten | Sportarten | Sportarten | Sportarten | Medaillen | Medaillen | Medaillen | Medaillen | Medaillen |
| Jahr   | Gesamt   | m        | w        | Flaggenträger  | Fechten    | Turnen     | Tischtennis | Rudern     | Triathlon  | Ringen     | Reiten     | Schwimmen  |           |           |           | Gesamt    | Rang      |
| ------ | -------- | -------- | -------- | -------------- | ---------- | ---------- | ----------- | ---------- | ---------- | ---------- | ---------- | ---------- | --------- | --------- | --------- | --------- | --------- |
| 2010   | 4        | 2        | 2        | Gabriela Amaya | 1          | 1          | 1           | 1          |            |            |            |            |           |           |           |           |           |
| 2014   | 8        | 3        | 5        |                |            |            |             | 1          | 2          | 1          | 1          | 3          |           | 1         |           | 1         |           |
| Gesamt | Gesamt   | Gesamt   | Gesamt   | Gesamt         | Gesamt     | Gesamt     | Gesamt      | Gesamt     | Gesamt     | Gesamt     | Gesamt     | Gesamt     |           | 1         |           | 1         | 70        |

### Jugend-Winterspiele
| Jahr      | Athleten           | Athleten           | Athleten           | Flaggenträger      | Sportarten         | Medaillen          | Medaillen          | Medaillen          | Medaillen          | Medaillen          |
| Jahr      | Gesamt             | m                  | w                  | Flaggenträger      | Sportarten         |                    |                    |                    | Gesamt             | Rang               |
| --------- | ------------------ | ------------------ | ------------------ | ------------------ | ------------------ | ------------------ | ------------------ | ------------------ | ------------------ | ------------------ |
| 2012–2016 | nicht teilgenommen | nicht teilgenommen | nicht teilgenommen | nicht teilgenommen | nicht teilgenommen | nicht teilgenommen | nicht teilgenommen | nicht teilgenommen | nicht teilgenommen | nicht teilgenommen |
| Gesamt    | Gesamt             | Gesamt             | Gesamt             | Gesamt             | Gesamt             | 0                  | 0                  | 0                  | 0                  | -                  |

## Medaillengewinner

### Goldmedaillen
Bislang (Stand 2017) keine Goldmedaillen

### Silbermedaillen
Bislang (Stand 2017) keine Silbermedaillen

### Bronzemedaillen
Bislang (Stand 2017) keine Bronzemedaille

## Medaillenspiegel

### Olympische Jugendspiele
|                                |   |   |   | Gesamt | Rang |
| ------------------------------ | - | - | - | ------ | ---- |
| Olympische Jugend-Sommerspiele | 0 | 1 | 0 | 1      | 88   |
| Olympische Jugend-Winterspiele | 0 | 0 | 0 | 0      | -    |
| Gesamt                         | 0 | 1 | 0 | 1      | 92   |